# Amt Stornfels
Das Amt Stornfels war ein Amt der Landgrafschaft Hessen.

## Funktion
In Mittelalter und Früher Neuzeit waren Ämter eine Ebene zwischen den Gemeinden und der Landesherrschaft. Die Funktionen von Verwaltung und Rechtsprechung waren hier nicht getrennt. Dem Amt stand ein Amtmann vor, der von der Landesherrschaft eingesetzt wurde. 

## Geschichte
Das Amt Stornfels war durch die Teilung der Landgrafschaft Hessen nach dem Tod des Landgrafen Philipp I. 1567 zunächst zur Landgrafschaft Hessen-Rheinfels gekommen. Als deren Regent, Landgraf Philipp II., 1583 ohne männliche Erben starb, gelangte es an die Landgrafschaft Hessen-Darmstadt. Es bildete – zusammen mit dem Amt Schotten – den ersten nordmainischen Besitz der Landgrafschaft Hessen-Darmstadt und damit die Keimzelle der späteren Provinz Oberhessen des Großherzogtums Hessen.
Das Amt Stornfels wurde – wohl im 18. Jahrhundert – gespalten, als das Gericht Ulfa abgetrennt wurde und in den Besitz der Freiherren von Pretlack gelangte. Der verbleibende „Rest“ des Amtes Stornfels wurde als Gericht Widdersheim bezeichnet und dem Amt Schotten zugeschlagen.

## Bestandteile
Zum Amt Stornfels gehörten:
- Borsdorf[2] (später: Gericht Widdersheim),
- Häuserhof[3] (später: Gericht Widdersheim),
- Ober-Widdersheim[4] (später: Gericht Widdersheim),
- Schwalheimer Hof[5],
- Stornfels[6] (später: Gericht Ulfa),
- Ulfa[7] (später: Gericht Ulfa) und
- Unter-Widdersheim[8] (später: Gericht Widdersheim).

Das Amt Stornfels lag im Bereich der Gemarkung der heutigen Stadt Nidda.

## Recht
Im Amt Stornfels galt als Partikularrecht das Gemeine Recht. Es behielt seine Geltung noch im gesamten 19. Jahrhundert und wurde erst zum 1. Januar 1900 von dem einheitlich im ganzen Deutschen Reich geltenden Bürgerlichen Gesetzbuch abgelöst.